# Џемијет
Џемијет (тур. Cemiyet - Друштво, алб. Xhemijeti, потпуни турски назив тур. İslam Muhafaza-i Hukuk Cemiyeti - Исламско удружење за одбрану правде или Друштво за очување муслиманских права) била је регионална политичка партија у време почетка Краљевине СХС са седиштем у Скопљу, оснивана 1919. године. Њен циљ је био да осигура интересе муслиманског становништва Југославије, углавном косовских Албанаца и муслимана са територије данашне Северне Македоније.
Партија је учествовала на изборима 1920. када је освојила 8 места и 1923. године када је освојима 14 места у парламенту. Џемијет је био политички и социјално конзервативан и под утицајем ислама. Подржавао је режимске странке, добијајући заузврат мање уступке. Године 1924. партија је забрањена јер ју је финансирала италијанска фашистичка амбасада у Београду. Њен председник Ферат Драга је тада ухапшен; притворен је у фебруару 1925. након што је усвојена оптужница против њега. На изборима одржаним неколико дана касније, Џемијет није добио ниједан мандат (прво се мислило да су добили један мандат, Драгин, али се након исправке испоставило да ни он није изабран).